# 289 км (зупинний пункт)
З.п. 289 км — зупинні платформи Полтавської дирекції Південної залізниці. Розташована у місті Кременчук у районі Млинки-Лашки. Знаходиться між станціями Чередники  та з. п. 287 км на неелектрифікованій лінії Кременчук — Ромодан  та частково на електрифікованій лінії Кременчук  — Полтава.

## Пасажирське сполучення
Станція має одну працюючу бокову платформу на Ромоданівському напрямку та одну непрацюючу платформу на Ромоданівському напрямку.
Також має одну окрему платформу для поїздів що прибувають з Полтавського напрямку.

### 1 бокова платформа
На цю платформу прибувають приміські дизельні-поїзди на Ромодан, Кременчук. Зупиняється приміський поїзд Кременчук — Хорол та Хорол — Кременчук. Курсує рейковий автобус на Семенівку.

### Острівна (не працює)
На цій платформі раніше зупинялися приміські поїзди на Велику Кахнівку та Кременчук . Зараз через цю платформу проходять вантажні поїзди з Великої Кахнівки на Кременчук.

### 2 бокова
Ця платформа належить до Полтавського напрямку. Була електрифікована 2010 року. На цій платформі зупиняються приміські поїзди локомотиви з 2 причіпними вагонами з Кобеляки та дизельні-поїзди з Полтави.

## Галерея

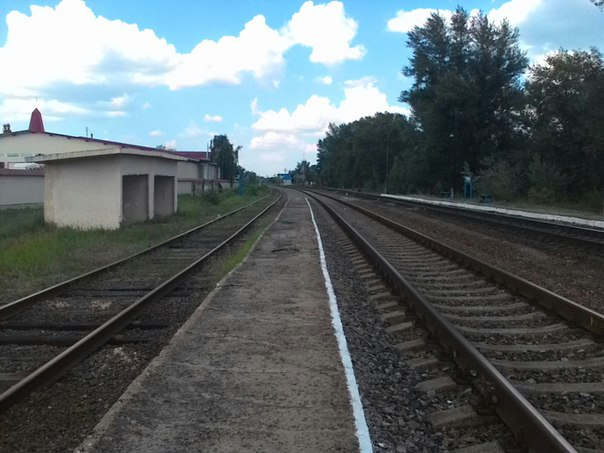
Непрацююча острівна платформа
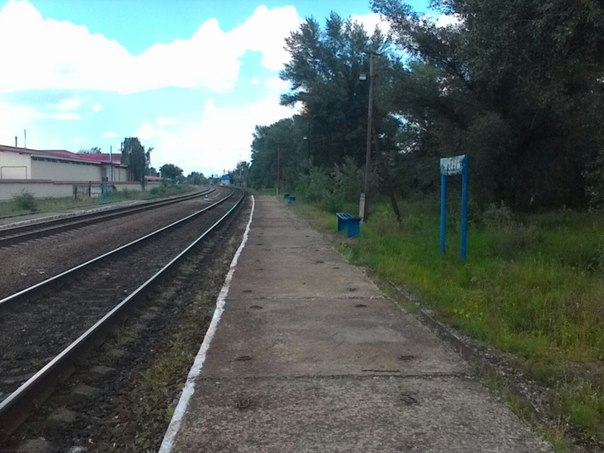
Бокова платформа
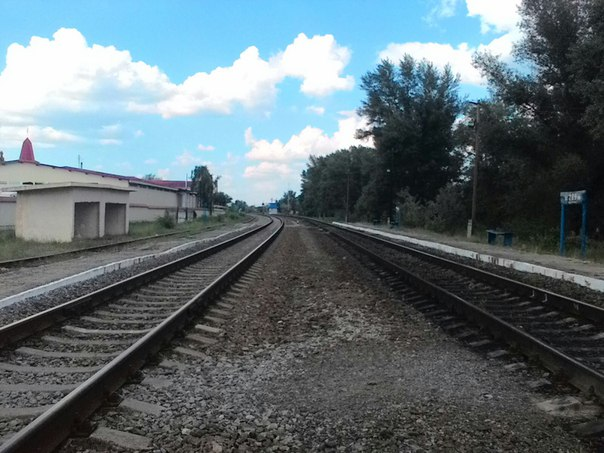
На переході через колії
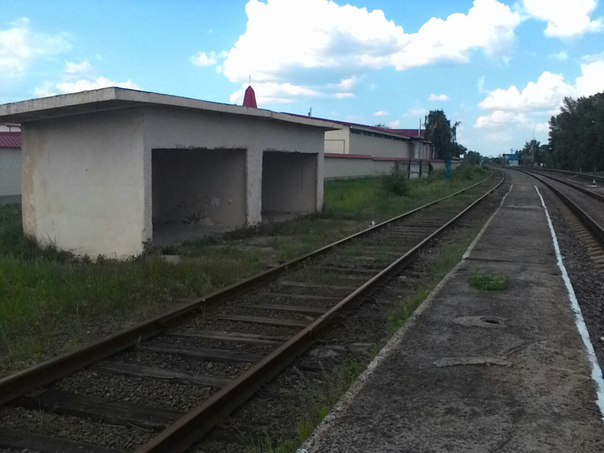
Будиночок з навісом
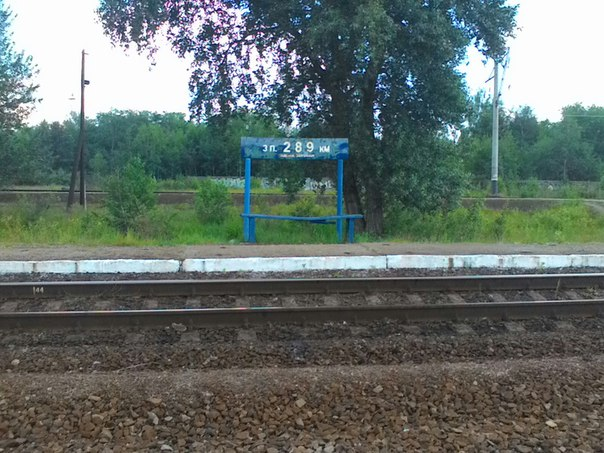
На пероні
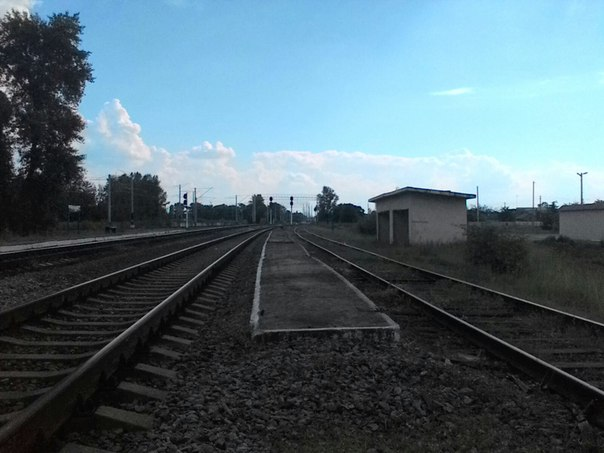
Вигляд у сторону станції Череднички